# Краст
Краст (фр. Crastes) је насељено место у Француској у региону Миди Пирене, у департману Жерс.
По подацима из 2011. године у општини је живело 247 становника, а густина насељености је износила 12,83 становника/km².

## Демографија
| 1962. | 1968. | 1975. | 1982. | 1990. | 2011. |
| ----- | ----- | ----- | ----- | ----- | ----- |
| 301   | 299   | 236   | 234   | 221   | 247   |